# Neaera mirabilis
Neaera mirabilis är en tvåvingeart som först beskrevs av Townsend 1908.  Neaera mirabilis ingår i släktet Neaera och familjen parasitflugor.
Artens utbredningsområde är Florida. Inga underarter finns listade i Catalogue of Life.